# Terremotos de Guatemala de 2025
Los terremotos de Guatemala de 2025 son una serie de varios sismos ocurridos desde el 8 de julio en Guatemala, teniendo como epicentro la zona de Amatitlán y San Vicente Pacaya, siendo el más fuerte uno calculado con una magnitud de 5,7 grados y de una profundidad de 10km que ocurrió a las 15:41:10 hora local de ese día y que se percibió en varias localidades del país.
El sismo principal se sintió con cierta intensidad en El Salvador, el noroeste de Honduras y el sur de México. Se estiman más de 300 heridos, cientos de damnificados y al menos 10 fallecidos.

## Contexto tectónico
La costa de Guatemala se encuentra sobre el límite convergente donde la placa de Cocos subduce debajo de la placa norteamericana o la placa del Caribe a lo largo de la línea de la trinchera de América Central. Terremotos asociados con este límite de placa son el sismo de 7.4 grados que rompió la interfaz de la placa en 2012, y el sismo de 6.9 grados causado por fallas dentro de la placa subductora de Cocos en 2014. La parte del norte del país alberga la falla de Motagua y la falla de Chixoy-Polochic, acomodando el movimiento de la tolva lateral izquierdo en el límite transformante de la placa norteamericana y la placa del Caribe. La falla de Motagua fue la fuente de muchos terremotos destructivos en el norte de Guatemala, especialmente un evento de magnitud 7.5 en 1976.

## Terremotos
El sismo principal de la secuencia midió 5,7 en la escala de magnitud de momento y tuvo un epicentro ubicado en el departamento de Escuintla, a 3 km (1,9 mi) de la ciudad de San Vicente Pacaya. Golpeó a 10,0 km (6,2 mi) debajo de la superficie y tuvo una intensidad máxima de Mercalli modificada de VI (fuerte) en San Vicente Pacaya, Palín, Petapa, Amatitlán y Ciudad Vieja, IV (Moderado) en Ciudad de Guatemala y Quetzaltenango, y III ( Leve) en Santa Ana y Santa Tecla, El Salvador. Aparte de sentirse levemente en el suroeste de Belice, en la zona de San Salvador (El Salvador), el norte de Honduras y el extremo sur de Chiapas, México a II (Débil).  Las estaciones del Ovsicori en el norte de Costa Rica, lograron percibir levemente las ondas sísmicas del movimiento telúrico.
El sismo fue precedido por un sismo precursor de M w   4,8 unos 30 minutos antes  y fue seguido por más de 37 réplicas,  incluyendo una que golpeó 13 minutos después que también midió 4,8 M w.  Hasta las 15:11 hora local del 9 de julio, se habían registrado un total de 199 terremotos desde el inicio de la secuencia, de los cuales 19 fueron sentidos.

## Víctimas y daños

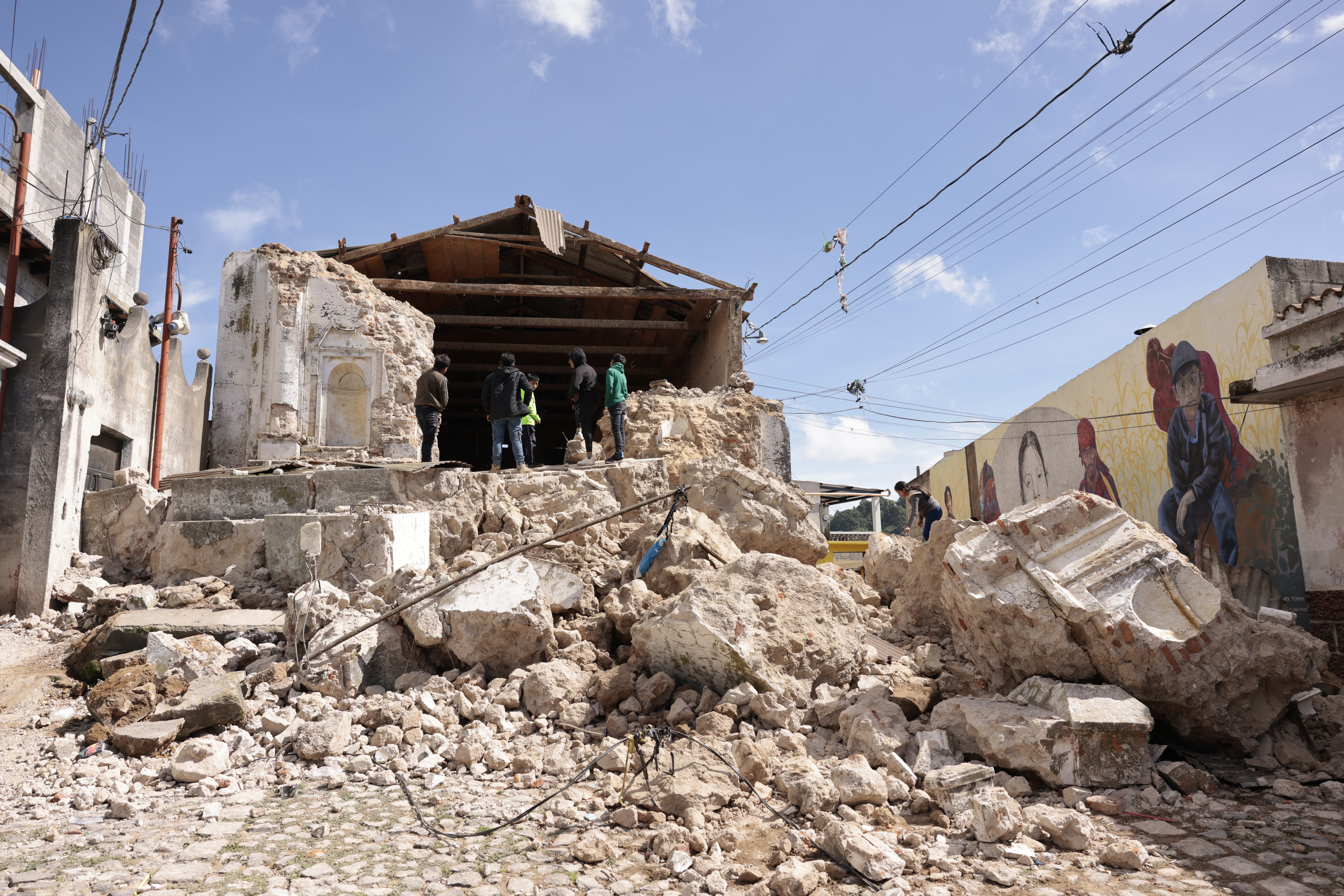
Daños en Santa María de Jesús.

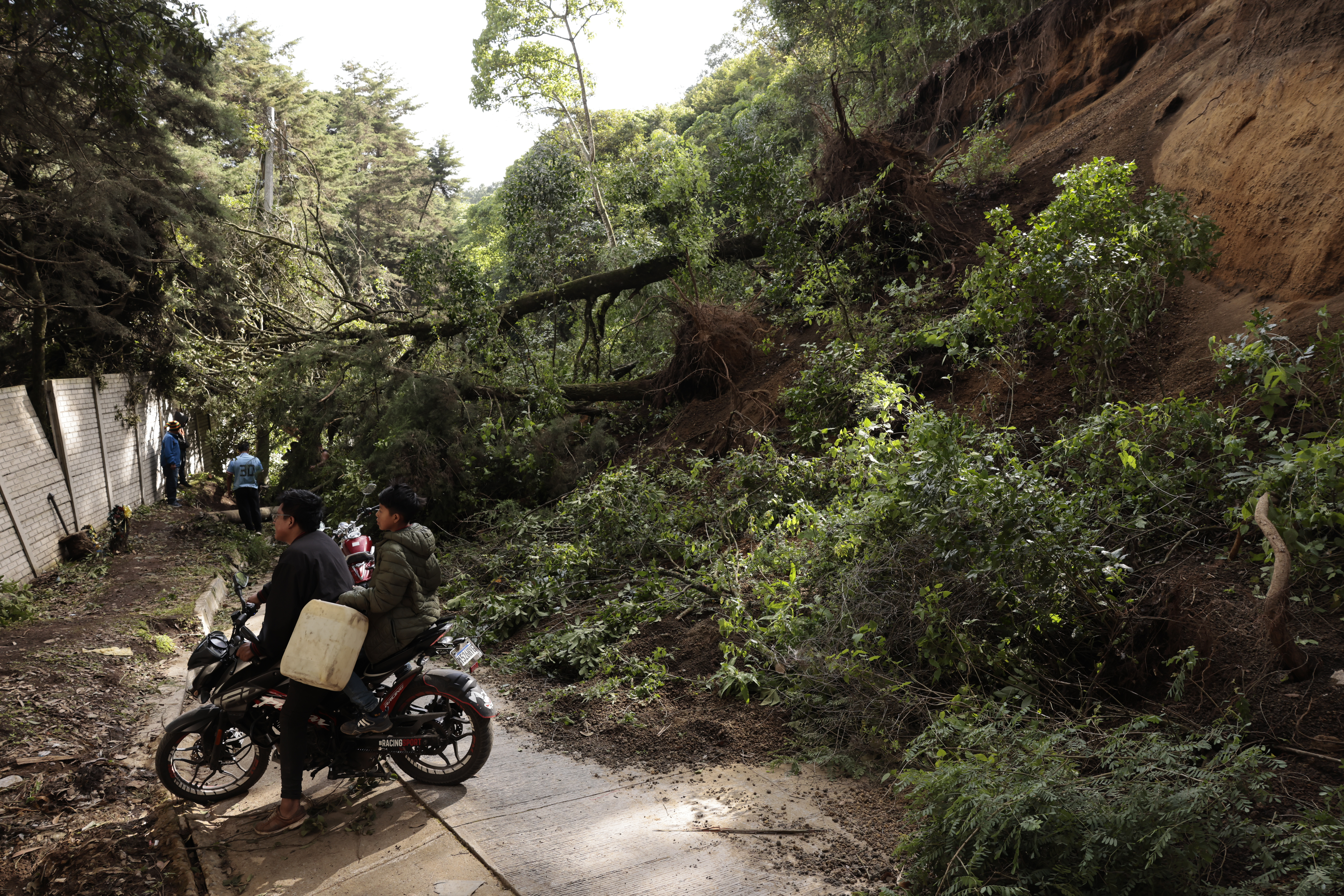
Los sismos causaron daños en la red vial de la zona.

Se sintieron varias réplicas no superiores a 5,0 de magnitud y se activó las atenciones de emergencia del sismo, se reportaron derrumbes, grietas en las carreteras, casas, iglesias y edificios destruidos.
Al menos 10 personas murieron en tres departamentos de Guatemala; siete en Suchitepéquez, dos en Escuintla y otra en el Departamento de Guatemala. Seis personas murieron en Santa María de Jesús, departamento de Suchitepéquez. Se cree que alrededor del 50% de las casas de la ciudad fueron dañadas o destruidas y el alcalde de la ciudad dijo que la mayoría de los edificios afectados eran viejos y estaban hechos de adobe. Un padre y su hijo que viajaban a la ciudad también murieron cuando su camioneta fue golpeada por un deslizamiento de rocas en Palín, Escuintla. Un hombre en Santa María de Jesús fue rescatado después de ser enterrado por un deslizamiento de tierra mientras viajaba en su motocicleta, y una mujer en Villa Nueva desapareció después de ser enterrada por otro deslizamiento de tierra;  luego fue encontrada muerta, junto a su perro. Una persona también murió de un ataque cardíaco en su residencia en Santa Inés, cerca de Antigua Guatemala.
Al menos otros 324 quedaron heridos, dos de estos por el colapso de una pared en Villa Nueva, se reportaron deslizamientos de tierra en varios departamentos de Guatemala.De igual manera, servicios como la luz, el internet y la telefonía sufrieron interrupciones en zonas cerca al epicentro. Se estima que alrededor de más de 586 personas se encuentran alojadas en albergues temporales.
Más de 2,145 viviendas fueron reportadas afectadas, de las cuales 201 sufrieron daños severos y 25 estaban en riesgo de colapso.  Además, nueve centros de salud, 13 edificios públicos, 62 escuelas, 31 caminos, una autopista y un puente fueron impactados.  En Amatitlán, Antigua Guatemala y San Vicente Pacaya, varias viviendas resultaron dañadas o destruidas y una iglesia en Santa María de Jesús sufrió graves daños. Santa María de Jesús quedó aislada tras un deslizamiento de tierra en la carretera RD-SAC-01. En Palín, más de 300 viviendas, el antiguo edificio municipal y una iglesia resultaron dañados y se produjo un deslizamiento de tierra. En la capital, Ciudad de Guatemala, una casa se derrumbó y un edificio sufrió graves daños. Un centro de salud resultó dañado en Joyabaj, Quiché. También se reportaron algunos daños en los departamentos de Baja Verapaz y Chimaltenango. Los servicios de electricidad, teléfono e internet se interrumpieron en pueblos cerca del epicentro, y el servicio eléctrico se restableció por completo en Santa María de Jesús dos días después del terremoto. El Hospital Nacional de Amatitlán suspendió sus operaciones debido a los daños del terremoto, mientras que sus pacientes fueron evacuados a Villa Nueva. Posteriormente se recomendó la demolición de un edificio dentro del complejo.

### Consecuencias indirectas
En la noche del 10 de julio, se produjeron disparos e incendios en Santa María de Jesús mientras los residentes perseguían a presuntos saqueadores que atacaban barrios cuyos habitantes fueron desplazados por el terremoto. Cinco de los sospechosos fueron detenidos y linchados por residentes locales, y se informó que uno de ellos fue quemado.

## Reacciones
El gobierno emitió una alerta naranja ante un enjambre sísmico, lo que obligó a la suspensión de actividades y la programación de trabajo remoto al igual que la suspensión de las clases en zonas cercanas al epicentro. La Feria Internacional del Libro de Guatemala (FILGUA) suspendió sus operaciones el 9 de julio. El presidente Bernardo Arévalo también fue a Santa María de Jesús para inspeccionar los daños y se reunió con los residentes afectados, aparte de dar la orden de desplegar el ejército a causa de los derrumbes provocados por el sismo. Múltiples gobiernos internacionales, como el de Claudia Sheinbaum (México) y el de Xiomara Castro (Honduras), mostraron su solidaridad a los afectados por el temblor. La CONRED y el Ejército de Guatemala se desplegaron para crear rutas de acceso alternas a la ciudad, mientras que los suministros se entregaron por aire.